# Всеволод Бобров (судно)
Всеволод Бобров — судно тылового обеспечения проекта 23120, построен на «Северной верфи» для ВМФ России.

## Общие сведения
«Всеволод Бобров» является вторым судном тылового обеспечения ледового класса. Заложен в 2013 году и спущен на воду в 2016 году. В конструкции имеются некоторые изменения, внесенные по опыту эксплуатации головного «Эльбруса».
В феврале 2021 года судно было подготовлено к выходу на заводские ходовые испытания, в марте завершились швартовные испытания. На апрель в Балтийском море был запланирован этап заводских ходовых испытаний. Государственные испытания планировались на май 2021 года.
Судно должно было войти в состав ВМФ РФ в первой половине 2021 года, однако в июне сроки сдачи были сдвинуты на август.
Судно является многофункциональным: предназначено для перевозки грузов, буксировки, проведения гидрографических исследований, оказания помощи кораблям, попавшим в бедствие. Система динамического позиционирования позволяет удерживать судно в заданной точке в любых погодных условиях. На судне установлены два электрогидравлических крана грузоподъемностью 50 тонн, буксирные лебедки с тяговым усилием 120 и 25 тонн, имеется грузовая палуба площадью более 700 кв. м.  Оснащён водолазным комплексом с барокамерой.
Корпус «Всеволода Боброва» с ледовым классом ARC4 позволит ему ходить в арктических широтах, преодолевая толщину льда в 0,6 м.

## Участие в боевых действиях
Судно участвовало в боевых действиях вокруг острова Змеиный в ходе российского вторжения в Украину.
В ночь с 11 на 12 мая 2022 года, по заявлениям украинской стороны, на корабле вспыхнул крупный пожар, причинивший кораблю значительный ущерб и вынудивший часть или весь экипаж эвакуироваться; пожар, возможно, стал результатом неподтвержденной атаки Украины на корабль. При этом украинские источники заявили о преждевременности оценок (за неимением доказательств этого утверждения), а более поздние сообщения Радио Свобода и источников ВМФ России указывали на то, что «Всеволод Бобров» 14 мая вернулся в порт Севастополя, не понеся каких-либо серьёзных видимых повреждений.

## Технические характеристики
- Экипаж — 27 человек (при необходимости — до 55)
- Длина — 95 м
- Ширина — 22 м
- Осадка — 9 м
- Скорость — 18 узлов
- Водоизмещение — 9 500 тонн
- Дальность плавания — 5 000 морских миль
- Автономность — около 60 суток.